# 魏博平
魏博平（1974年8月—），男，汉族，陕西西安人，中华人民共和国政治人物。现任西藏航空有限公司党委书记、董事长。第十四届全国政协委员。